# EBX6 - CD Singles Box Set 6
EBX6 - CD Singles Box Set 6 es un álbum recopilatorio de Erasure que incluye los sencillos de edición británica con todas las remezclas oficiales, correspondientes a los álbumes I Say I Say I Say y Erasure de la discografía de Erasure. Fue lanzado el 30 de noviembre de 2018.

## Lista de canciones
| EBX6 |                                                                   |               |          |  |
| N.º  | Título                                                            | Escritor(es)  | Duración |  |
| 1.   | «Always» (2009 Remastered Version)                                | (ClarkeBell)  |          |  |
| 2.   | «Tragic»                                                          | (Clarke/Bell) |          |  |
| 3.   | «Always» (Extended Mix)                                           | (Clarke/Bell) |          |  |
| 4.   | «Always» (Cappella Club Remix)                                    | (Clarke/Bell) |          |  |
| 5.   | «Always» (Microbots Trance Dance Mix)                             | (Clarke/Bell) |          |  |
| 6.   | «Always» (Microbots Inside Your Brain Mix)                        | (Clarke/Bell) |          |  |
| 7.   | «Always» (Hey Mix)                                                | (Clarke/Bell) |          |  |
| 8.   | «Run to the Sun» (2009 Remastered Version)                        | (Clarke/Bell) |          |  |
| 9.   | «Tenderest Moments»                                               | (Clarke/Bell) |          |  |
| 10.  | «Run to The Sun» (Beatmasters' Galactic Mix)                      | (Clarke/Bell) |          |  |
| 11.  | «Run to The Sun» (Beatmasters' Outergalactic Mix)                 | (Clarke/Bell) |          |  |
| 12.  | «Run to The Sun» (The Simon & Diamond Bhangra Remix)              | (Clarke/Bell) |          |  |
| 13.  | «Run to The Sun» (Set The Controls For The Heart Of The Sun Mix)  | (Clarke/Bell) |          |  |
| 14.  | «Run to The Sun» (Amber Solaire Mix)                              | (Clarke/Bell) |          |  |
| 15.  | «Run to The Sun» (The Diss-Cuss Mix)                              | (Clarke/Bell) |          |  |
| 16.  | «I Love Saturday» (2009 Remastered Version)                       | (Clarke/Bell) |          |  |
| 17.  | «I Love Saturday» (JX Mix)                                        | (Clarke/Bell) |          |  |
| 18.  | «I Love Saturday» (Beatmasters Dub Mix)                           | (Clarke/Bell) |          |  |
| 19.  | «Dodo»                                                            | (Clarke/Bell) |          |  |
| 20.  | «I Love Saturday» (Beatmasters Club Mix)                          | (Clarke/Bell) |          |  |
| 21.  | «I Love Saturday» (Flower Mix)                                    | (Clarke/Bell) |          |  |
| 22.  | «I Love Saturday» (303 Mix)                                       | (Clarke/Bell) |          |  |
| 23.  | «Always» (X Dub Cut)                                              | (Clarke/Bell) |          |  |
| 24.  | «Ghost»                                                           | (Clarke/Bell) |          |  |
| 25.  | «Truly, Madly, Deeply»                                            | (Clarke/Bell) |          |  |
| 26.  | «Tragic» (Live Vocal)                                             | (Clarke/Bell) |          |  |
| 27.  | «Stay With Me» (2009 Remastered Version)                          | (Clarke/Bell) |          |  |
| 28.  | «True Love Wars»                                                  | (Clarke/Bell) |          |  |
| 29.  | «Stay With Me» (Basic Mix)                                        | (Clarke/Bell) |          |  |
| 30.  | «True Love Wars» (Omni Mix)                                       | (Clarke/Bell) |          |  |
| 31.  | «Stay With Me» (Flow Mix)                                         | (Clarke/Bell) |          |  |
| 32.  | «Stay With Me» (Ny Mix)                                           | (Clarke/Bell) |          |  |
| 33.  | «Stay With Me» (Guitar Mix)                                       | (Clarke/Bell) |          |  |
| 34.  | «Stay With Me» (Castaway Dub)                                     | (Clarke/Bell) |          |  |
| 35.  | «Fingers & Thumbs (Cold Summer's Day)» (2009 Remastered Version)  | (Clarke/Bell) |          |  |
| 36.  | «Hi NRG»                                                          | (Clarke/Bell) |          |  |
| 37.  | «Fingers & Thumbs (Cold Summer's Day)» (Twilight 0.2)             | (Clarke/Bell) |          |  |
| 38.  | «Fingers & Thumbs (Cold Summer's Day)» (Figures in Crumbs)        | (Clarke/Bell) |          |  |
| 39.  | «Fingers & Thumbs (Cold Summer's Day)» (Tin Tin Out Remix)        | (Clarke/Bell) |          |  |
| 40.  | «Fingers & Thumbs (Cold Summer's Day)» (Dub On the Moon)          | (Clarke/Bell) |          |  |
| 41.  | «Fingers & Thumbs (Cold Summer's Day)» (Electrofinger Mix)        | (Clarke/Bell) |          |  |
| 42.  | «Fingers & Thumbs (Cold Summer's Day)» (Twilight Plus)            | (Clarke/Bell) |          |  |
| 43.  | «Fingers & Thumbs (Cold Summer's Day)» (Tin Tin Out Instrumental) | (Clarke/Bell) |          |  |